# Amar Osim
Amar Osim (ur. 18 lipca 1967) – bośniacki piłkarz występujący na pozycji pomocnika i obecny trener Željezničara.

## Kariera piłkarska
W latach 1986–1997 występował w klubach: Željezničar, Saint-Dié i ASPV Strasbourg.

## Kariera trenerska
Po zakończeniu piłkarskiej kariery pracował jako trener w Željezničar, JEF United Chiba i Al-Kharitiyath.